# Daniel Henggeler
Daniel Henggeler (* 29. Dezember 1988 in Zug) ist ein ehemaliger Schweizer Radrennfahrer.
Daniel Henggeler begann seine internationale Karriere 2008 bei dem Schweizer Continental Team Hadimec-Nazionale Elettronica, nachdem er als Amateur das prestigeträchtige nationale Eintagesrennen Rund um die Rigi-Gersau für sich entschieden hatte. 2009 errang er an den Nationalen Meisterschaften der U23 im Strassenrennen sowie im Einzelzeitfahren die Bronzemedaille.

## Erfolge
2009
- Schweizer Meisterschaft – Einzelzeitfahren U23
- Schweizer Meisterschaft – Strassenrennen U23

## Teams
- 2008 Hadimec-Nazionale Elettronica
- 2009 Nazionale Elettronica New Slot-Hadimec
- 2010 Price-Custom Bikes
- 2011 Price your Bike
- 2012 Atlas Personal-Jakroo